# Cantón de Ustaritz
El cantón de Ustaritz era una división administrativa francesa, situada en el departamento de los Pirineos Atlánticos y la región Aquitania.

## Composición
El cantón de Ustaritz agrupaba 9 comunas:
- Ahetze
- Arbonne
- Arcangues
- Bassussarry
- Halsou
- Jatxou
- Larressore
- Saint-Pée-sur-Nivelle
- Ustaritz

## Consejeros generales
| Fecha de elección                          | Identidad         | Partido | Calidad              |
| ------------------------------------------ | ----------------- | ------- | -------------------- |
| 1919                                       | Edmond Goyheneche |         |                      |
| 1925                                       | Edmond Goyheneche |         |                      |
| 1931                                       | Edmond Goyheneche |         |                      |
| 1937                                       | Edmond Goyheneche |         |                      |
| 1945                                       | Edmond Goyheneche |         |                      |
| 1951                                       | Edmond Goyheneche |         |                      |
| 1958                                       | Edmond Goyheneche |         |                      |
| 1964                                       | Charles Cami      |         |                      |
| 1970                                       | André Lastrade    |         |                      |
| 1976                                       | André Luberriaga  |         |                      |
| 1982                                       | André Luberriaga  |         |                      |
| 1988                                       | Jean-Michel Colo  | RPR     |                      |
| 1994                                       | Jean-Michel Colo  | RPR     | alcalde de Arcangues |
| 2001                                       | Bernard Auroy     | DVD     | alcalde de Ustaritz  |
| No se conocen los datos anteriores a 1919. |                   |         |                      |

## Supresión del cantón de Ustaritz
En aplicación del Decreto n.º 2014-248 de 25 de febrero de 2014 el cantón de Ustaritz fue suprimido el 22 de marzo de 2015 y sus nueve comunas pasaron a formar parte, seis del nuevo cantón de Ustaritz-Valles de Nive y Nivelle y tres del nuevo cantón de Baïgura y Mondarrain.